# Pozzano
Pozzano è una frazione del comune di Castellammare di Stabia, nella città metropolitana di Napoli e conta circa 250 abitanti.

## Geografia fisica
La frazione di Pozzano sorge sull'omonima collina a circa 50 metri sul livello del mare, nella parte sud di Castellammare di Stabia, al confine con Vico Equense: è l'origine della penisola sorrentina. Il territorio è di tipo collinare per poi degradare ripidamente verso il mare.

## Storia
La zona era già abitata durante l'epoca romana, come testimoniato dal ritrovamento di un altare decorato con teste di cervo, uva e fiori, probabilmente facente parte di un tempio dedicato alla dea Diana; inoltre proprio il nome della frazione deriverebbe da una famiglia gentilizia romana, i Ponzia, proprietari della collina.

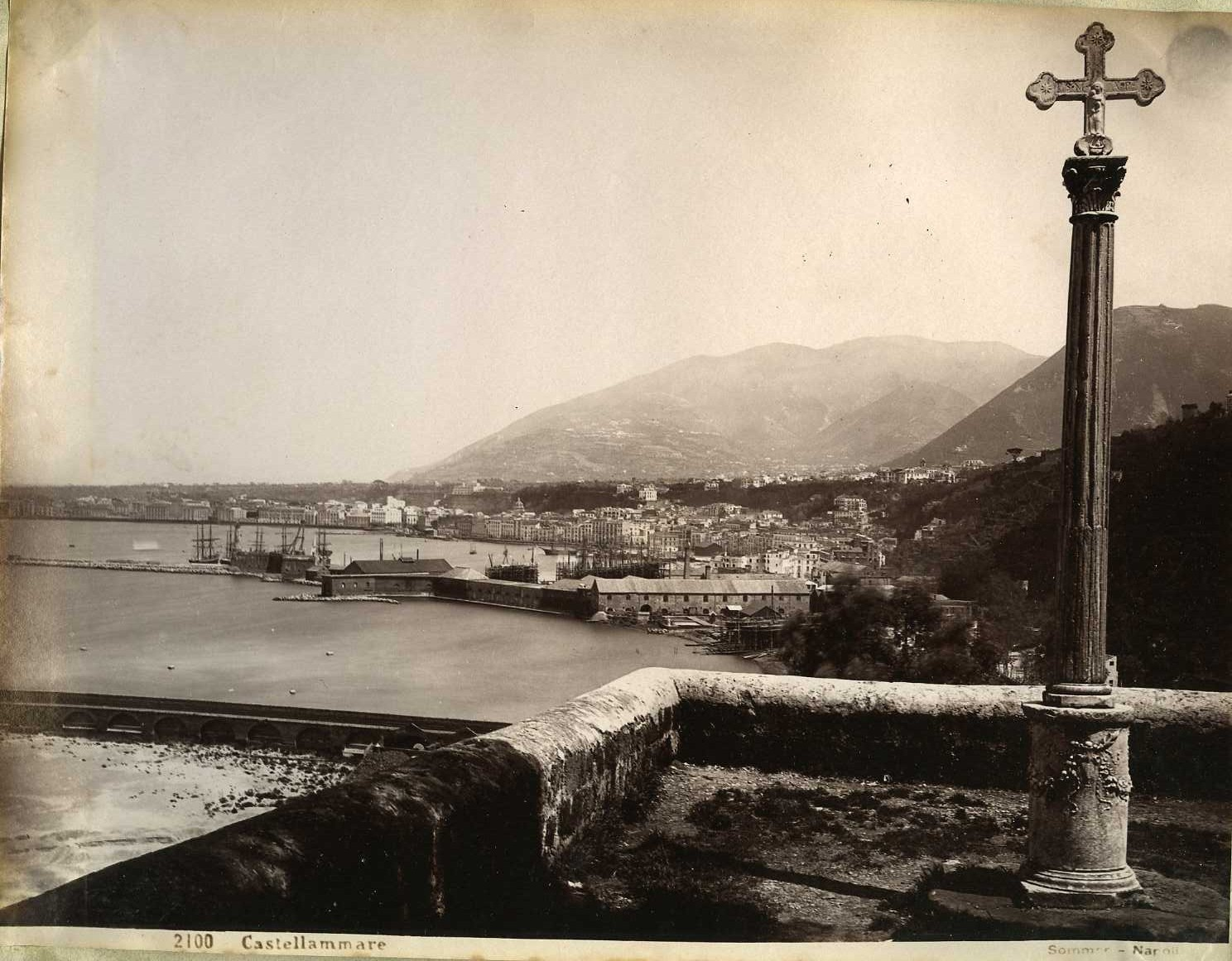
Un'immagine d'epoca della croce di Pozzano e veduta su Castellammare di Stabia

In seguito al miracoloso ritrovamento del quadro della Madonna di Pozzano, intorno al XV secolo, fu costruito un santuario, oggi retto dall'Ordine dei Minimi: si racconta che lo stesso San Francesco di Paola, in viaggio verso Tours, sostò in preghiera davanti all'effigie della Vergine per tre giorni e tre notti; proprio intorno al santuario si sviluppò il piccolo borgo. La zona di Pozzano inoltre risultava essere un punto cruciale per la difesa della città dalle incursioni nemiche provenienti dal mare, grazie al castello, situato oggi poco fuori la frazione e ad una torre di avvistamento, chiamata di Portocarello.
Al termine della seconda guerra mondiale ed a seguito della crescente industrializzazione, fu costruito nei pressi della torre di Portocarello, abbattuta, uno stabilimento per la produzione di cemento; ad esso si aggiunse anche l'apertura della stazione di Pozzano, lungo la ferrovia Torre Annunziata-Sorrento. Fu questo anche il periodo di splendore per il turismo stabiese, soprattutto quello termale e nella zona furono costruiti diversi complessi alberghieri.
La crisi di fine anni settanta si abbatté anche sul cementificio, che venne chiuso e con esso anche la stazione; a seguito del terremoto del 1980, che portò anche diversi danni alla chiesa, il convento dei frati fu utilizzato per ospitare gli sfollati. Al termine degli anni novanta la struttura del cementificio è stata riconvertita in albergo; è stata inoltre riaperta la stazione ferroviaria, esclusivamente nel periodo estivo, per permettere di raggiungere la spiaggia della zona.

## Luoghi d'interesse
La basilica santuario di Santa Maria di Pozzano, basilica minore risalente al XV secolo, ospita al suo interno il quadro della Madonna di Pozzano; è inoltre arricchita con opere di Paolo De Matteis, Bernardino Fera e Sebastiano Conca. Di notevole interesse anche la sacrestia, costruita su progetto di Luigi Vanvitelli, nella quale viene conservato un crocifisso ligneo del XVI secolo. All'esterno della chiesa, in un piccolo belvedere, sull'ara romana, è posta una croce.
La torre di Portocarello, abbattuta per far posto al cementificio, era una torre di guardia contro le incursioni dei pirati, costruita per volere di Manuel de Acevedo y Zúñiga nel 1635 per proteggere la nuova strada che collegava Castellammare di Stabia a Sorrento.
Il Belvedere di Pozzano, situato lungo la strada statale 145 Sorrentina, offre una veduta del golfo di Napoli e del Vesuvio.

## Infrastrutture e trasporti
Pozzano è attraversata dalla strada statale 145 Sorrentina, che collega l'uscita autostradale di Castellammare di Stabia sull'A3, con i comuni della penisola sorrentina. Tale strada statale fu interessata, fra il 1906 e il 1946, dal percorso della tranvia Castellammare di Stabia-Sorrento.
La località è servita dalla ferrovia Torre Annunziata - Sorrento della rete Circumvesuviana gestita dall'Ente Autonomo Volturno: la stazione di Pozzano viene aperta esclusivamente nel periodo estivo e offre collegamenti con Sorrento e Napoli Porta Nolana.
La frazione è inoltre collegata al centro cittadino tramite un servizio di autobus urbani.